# Chang la prostituée
Pour les articles homonymes, voir Chang.
Pour plus de détails, voir Fiche technique et Distribution.
Chang la prostituée (창, Chang) est un film sud-coréen réalisé par Im Kwon-taek, sorti en 1997.

## Synopsis
Une jeune femme pense obtenir un travail de serveuse mais est manipulée pour se prostituer.

## Fiche technique
- Titre : Chang la prostituée[1]
- Titre original : 창 (Chang)
- Titre anglais : Downfall
- Réalisation : Im Kwon-taek
- Scénario : Kim Dae-seung et Im Kwon-taek
- Musique : Kim Su-chol
- Photographie : Jeon Jo-myeong
- Montage : Park Sun-duk
- Production : Lee Tae-won
- Société de production : Taeheung Pictures
- Pays :  Corée du Sud
- Genre : Drame
- Durée : 105 minutes
- Dates de sortie : 
  -  Corée du Sud : 13 septembre 1997

## Distribution
- Shin Eun-kyung
- Han Jeong-hyeon
- Choi Dong-joon
- Jeon Kyeong-sun
- Ahn Byeong-kyeong
- Yoon Yoo-sun

## Distinctions
Le film a été nommé pour deux Blue Dragon Film Awards et a reçu celui de la meilleure photographie.